# کژکوو (استان اوپوله)
کژکوو (به لهستانی: Krzyków) یک منطقهٔ مسکونی در لهستان است که در گمینا ویلکوو (استان اوپوله) واقع شده‌است.